# Tupoljev Tu-142
Tupoljev Tu-142 (NATO naziv: "Bear-F/J"), sovjetski ophodni-protupodmornički avion razvijen na temelju dalekometnog bombardera Tupoljeva Tu-95.

## Inačice
Tu-142 (Bear-F)
Osnovna izvidnička/protupodmornička inačica
Tu-142M (Bear-F)
Inačica s boljom mogućnošću otkrivanja tihih podmornicama i osjetljivijim detektorom elektromagnetskih anomalija.
Tu-142MR (Bear-J)
Inačica za komunikaciju s podmornicama

## Korisnici
- Indija
- Rusija

### Bivši
- SSSR
- Ukrajina

## Tehničke karakteristike (Tu-142, Bear-F)
Izvori podataka: militaryfactory.com
Osnovne karakteristike
- posada: 11 - 13
- dužina: 53,07 m
- raspon krila: 50,04 m

Letne karakteristike
- najveća brzina: 855 km/h
- dolet: 12.000 km
- najveća visina leta: 11.000 m
- motor: 4 x Kuznjetsov NK-P 12M

Naoružanje
- defanzivne mjere: 2 x GSh-23 23 mm

## Galerija
- Sovjetski Tu-142M uz pratnju američkog P-3C Oriona 6. ožujka 1986.